# 5e division d'infanterie (Royaume-Uni)
Pour les articles homonymes, voir 5e division.
La 5e division d'infanterie (5th Infantry Division) est une division de la British Army (armée de terre britannique). Elle est créée en 1806 par Arthur Wellesley, futur duc de Wellington. Elle participe à la guerre d'indépendance espagnole, aux guerres napoléoniennes, à la seconde guerre des Boers et aux deux guerres mondiales.
L'insigne actuel, adopté en 1995, représente un carré bleu traversé par une bande diagonale jaune, et un « V » (chiffre romain pour le nombre 5) dans le coin en haut à droite.

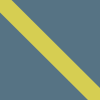
Ancien insigne de la 5e division pendant la Seconde Guerre mondiale

## Guerres napoléoniennes

### Historique
La 5e division est commandée par le général James Leith pendant la guerre d'indépendance espagnole. Elle participe aux Batailles de Buçaco, de Sabugal, au siège d'Almeida, à la bataille de Badajoz, de Salamanque. Elle combat également lors de la bataille de Vitoria, du siège de Saint-Sébastien et des batailles de la Nivelle et de la Nive.
En 1815, la 5e division est en Belgique, elle participe sous le commandement du lieutenant général Sir Thomas Picton à la bataille des Quatre Bras et à la bataille de Waterloo. Au cours de cette dernière bataille, Picton trouve la mort.

### Composition durant la guerre d'indépendance espagnole
1re brigade :
- 3/1er (Royal Scots) régiment à pied
- 1/9e (Norfolk) régiment à pied
- 1/38e (1er Staffordshire) régiment à pied (à partir de juin 1812)
- 2/38e (1er Staffordshire) régiment à pied (jusqu'en décembre 1812)
- 2/47e (Lancashire) régiment à pied (à partir d'octobre 1813)
- 1re compagnie de chasseurs de Brunswick-Oels

2e brigade :
- 1/4e (King's Own) régiment à pied
- 2/4e (King's Own) régiment à pied (de mai à décembre 1812)
- 2/30e (Cambridgeshire) régiment à pied
- 2/44e (East Essex) régiment à pied
- 2/47e (Lancashire) régiment à pied (jusqu'en octobre 1813)

brigade portugaise :
- 1/3e régiment d'infanterie, armée portugaise
- 2/3e régiment d'infanterie, armée portugaise
- 1/15e régiment d'infanterie, armée portugaise
- 2/15e régiment d'infanterie, armée portugaise
- 8e bataillon de Caçadores, armée portugaise

### Composition durant la campagne de Waterloo
8e brigade : commandée par le major-général Sir James Kempt
- 1/28e (North Gloucestershire) régiment à pied
- 1/32e (Cornwall) régiment à pied
- 79e (Cameron Highlanders) régiment à pied
- 1/95e (Rifles) régiment à pied

9e brigade : commandée par le major-général Sir Dennis Pack
- 3/1er (Royal Scots) régiment à pied
- 42e (Royal Highland) Black Watch régiment à pied
- 2/44e (East Essex) régiment à pied
- 92e (Gordon Highlanders) régiment à pied

5e brigade de Hanovre : commandée par le colonel Ernst von Vincke
- Bataillon de Landwehr Gifhorn
- Bataillon de Landwehr Hameln
- Bataillon de Landwehr Hildesheim
- Bataillon de Landwehr Peine

Artillerie : commandée par le major Heinrich Heise
- Roger's Battery, Royal Artillery
- Braun's Battery, Hanoverian Foot Artillery

## Seconde guerre des Boers

### Historique
La 5e division est sous le commandement du général Sir Charles Warren. Elle rejoint la force de campagne du Natal peu après la bataille de Colenso. Elle fait partie de l'armée qui lève le siège de Ladysmith.

### Composition
11e brigade :
La 11e brigade est initialement commandée par le général Edward Woodgate. Ce dernier est blessé à la bataille de Spion Kop et meurt quelques jours plus tard. Il est remplacé par le général Arthur Wynne lui-même blessé à la bataille des hauteurs de Tugela. Le colonel Walter Kitchener lui succède.
- 2e Bataillon Kings Own Royal Lancaster's
- 2e Bataillon Lancashire Fusiliers
- 1er Bataillon South Lancashire Regiment
- 1er Bataillon York and Lancaster Regiment

10e brigade : commandé par le général John Talbot Coke.
- Imperial Light Infantry
- 2e Bataillon Dorset Regiment
- 2e Bataillon Middlesex Regiment
- 2e Bataillon Somerset Light Infantry
- Yorkshire's and Warwickshire's est cantonné dans la colonie du Cap.

## Première Guerre mondiale

### Historique
La 5e division est une division de l'armée régulière présente de façon permanente. C'est une des premières divisions envoyées en France au début de la Première Guerre mondiale. Elle combat pratiquement la totalité du conflit sur le front de l'Ouest, sauf pendant une courte période où elle combat en Italie.

#### 1914 - 1915
La 5e division participe aux premiers combats de la Première Guerre mondiale sur le front de l'Ouest :
- Bataille de Mons
- Bataille du Cateau
- Première bataille de la Marne (Bataille des deux Morins)

Elle participe ensuite à la course à la mer en combattant lors des batailles de l'Aisne, La Bassée, Messines, d'Ypres
En 1915, la division participe à la Deuxième bataille d'Ypres dans le secteur de la colline 60, à la fin de l'année des échanges de troupes sont réalisées avec la 32e division pour mélanger les soldats expérimentés de la 5e division avec des soldats de la 32e division tous nouvelles recrues.

#### 1916
En mars 1916, la 5e division occupe une portion de front dans le secteur d'Arras. La division est ensuite placée en réserve au début de la bataille de la Somme. Elle participe ensuite aux combats suivants :
- Bataille de High Wood
- Bataille de Guillemont
- Bataille de Flers-Courcelette
- Bataille de Morval
- Bataille du Transloy

le 5 octobre, la division quitte le front de la Somme, elle est placée dans le secteur de Festubert jusqu'en mars 1917.

#### 1917
- Bataille de la crête de Vimy
- Bataille de la Coulotte

Le 7 septembre 1917, la division est relevée, elle cantonnée à l'arrière avant de rejoindre le front et participé aux combats lors de la bataille de Passchendaele.
- Bataille de Polygon Wood
- Bataille de Broodseinde
- Bataille de Poelcapelle
- Seconde bataille de Passchendaele

À la fin du mois d'octobre, l'Italie subit une lourde défaite lors de la bataille de Caporetto. Les Alliés décident d'envoyer des renforts sur le front italien pour limiter l'impact de cette défaite. La 5e division d'infanterie fait partie des 5 divisions britanniques envoyées sur le front italien. La division est stationnée tout d'abord dans une zone montagneuse près de la Brenta, puis elle est positionnée le long du fleuve Piave fin janvier 1918.

#### 1918
En mars 1918, la 5e division est rapatriée sur le front de l'ouest pour renforcer les troupes britanniques après les offensives de printemps des troupes allemandes.
La division participe aux combats dans les Flandres lors de l'attaque allemande Georgette. Puis aux combats dans la Somme et lors du franchissement de la ligne Hindenbourg.
La Division est cantonnée au Quesnoy jusqu'à la mi-décembre 1918, date du début de la démobilisation. Le 13 décembre, la division se déplace vers la Belgique entre Namur et Wavre. Les premiers hommes sont démobilisés le 22 décembre, les derniers au début de 1919.

### Composition
13e brigade :
- 2e Bataillon, the King's Own Scottish Borderers
- 2e Bataillon, the Duke of Wellington's left January 1916
- 1er Bataillon, the Queen's Own (Royal West Kent Regiment)
- 2e Bataillon, the King's Own Yorkshire Light Infantry quitte la brigade en décembre 1915
- 1/9e (Cité de Londres) Bataillon, the London Regiment rattaché à la brigade en novembre 1914 et la quitte en février 1915
- 14e (Service) Bataillon, the Royal Warwicks rattaché en décembre 1915, devient un le bataillon de pionnier divisionnaire en octobre 1918
- 15e (Service) Bataillon, the Royal Warwicks, rattaché en janvier 1916 et dissout en octobre 1918
- 16e (Service) Bataillon, the Royal Warwicks, rattaché en octobre 1918

La brigade est temporairement sous le commandement de la 28e division entre le 23 février et le 7 avril 1915, quand elle est remplacée par la 84e brigade de cette division.
14e brigade :
- 1er Bataillon, the Devons
- 2e Bataillon, the Suffolk Regiment quitte la brigade en septembre 1914
- 1er Bataillon, the East Surrey Regiment (en)
- 1er Bataillon, the Duke of Cornwall's Light Infantry
- 2e Bataillon, the Manchesters
- 1/5e Bataillon, the Cheshires rattaché en février et la quitte en novembre 1915
- 1/9e (Highlanders) Bataillon, the Royal Scots rattaché en novembre 1915
- 2e Bataillon, the Royal Inniskilling Fusiliers, rattaché en novembre 1915

La brigade est transférée à la 32e division le 30 décembre 1915.
15e brigade :
- 1er Bataillon, the Norfolk Regiment (en)
- 1er Bataillon, the Bedfordshire Regiment
- 1er Bataillon, the Cheshires
- 1er Bataillon, the Dorsets, quitte la brigade en décembre 1915
- 1/6e Bataillon, the Cheshires, rattaché à la brigade en décembre 1914, la quitte en mars 1915
- 1/6e Bataillon, the King's (Liverpool) Regiment, rattaché à la brigade en février 1915, la quitte en novembre 1915
- 16e (Service) Bataillon, the Royal Warwicks, rattaché à la brigade en décembre 1915, la quitte en octobre 1918

La brigade est temporairement sous le commandement de la 28e division entre le 3 mars et le 7 avril 1915, quand elle est remplacée par la 83e brigade de cette division.

### Rattachement
En 1914, la 5e division fait partie du 2e corps d'armée commandé par Sir Smith-Dorrien du corps expéditionnaire britannique.

## Seconde Guerre mondiale

### Historique
En septembre 1939, la division est une formation régulière basée à Catterick, sous le Commandement du Nord. La 13e et la 15e brigade d'infanterie, formant la division, sont envoyées en France au début du mois d'octobre 1939. Elles sont considérées comme des brigades d'infanterie indépendantes. La division est finalement formée au début 1940 avec trois brigades d'infanterie, la 13e, la 15e et la 17e brigade.
La 15e brigade participe à la campagne de Norvège et ne rejoint la division qu'en juillet 1940. La 5e division prend part aux combats en France et en Belgique en 1940. Elle combat lors de la bataille d'Arras, le 21 mai 1940, lors de la bataille du canal d'Ypres-Comines du 26 au 28 mai 1940. La 5e division est ensuite rapatriée de Dunkerque comme la plus grande partie du corps expéditionnaire britannique. La division est envoyée dans plusieurs théâtres d'opérations à travers le globe, les membres de cette division sont par la suite surnommés les « Globe Trotters ». En avril 1942, les 13e et 17e brigades d'infanterie et une partie des troupes divisionnaires sont détachées pour former la « Force 121 » destinées à l'opération « Ironclad » : l'invasion de Madagascar encore sous le contrôle du gouvernement français de Vichy. La division n'est toujours pas complète en août 1942. La 5e division est ensuite envoyée du Royaume-Uni en Inde pendant trois mois, puis elle est transférée au Moyen-Orient. Elle est rattachée au 3e corps dans la région de la Perse et de l'Irak. En février 1943, la division est transférée en Egypte et rattachée au 13e corps pour préparer l'invasion alliée de la Sicile.
La 5e division participe au débarquement en Sicile du 9 au 12 juillet 1943. Elle est ensuite envoyée en Italie en septembre 1943. Elle débarque à Anzio en janvier 1944, puis elle est retirée des combats pour être cantonnés en Palestine en juillet 1944. La division revient en Italie en février 1945 et puis combat en Belgique en mars 1945. Pendant la Seconde guerre mondiale, la Division utilise un « Y » sur un fond kaki comme insigne.

### Composition
13e brigade : (entre le 26 avril 1942 et le 2 août 1942, la brigade est détachée à la force 121 à Madagascar)
- 2e Bataillon, the Cameronians
- 2e Bataillon, Royal Inniskilling Fusiliers (du 30 novembre 1939 au 14 août 1944)
- 2e Bataillon, Wiltshire Regiment
- 5e Bataillon, the Essex Regiment (à partir du 14 août 1944)

15e brigade :
- 1er Bataillon, Green Howards
- 1er Bataillon, King's Own Yorkshire Light Infantry
- 1er Bataillon, York and Lancaster Regiment

17e brigade : (entre le 15 mars 1942 et le 30 juin 1942, la brigade est détachée à la force 121 à Madagascar)
- 2e Bataillon, Royal Scots Fusiliers
- 2e Bataillon, Northamptonshire Regiment
- 2e Bataillon, Seaforth Highlanders (jusqu'au 30 mars 1940)
- 6e Bataillon, Seaforth Highlanders (à partir du 30 mars 1940)

troupes divisionnaires' :
- 7e Bataillon. the Cheshire Regiment (bataillon de mitrailleuses)
- 5e Reconnaissance Regt. Royal Armoured Corps

## Après-Guerre

### Organisation actuelle
La 5e division est dissoute en 1946, elle est brièvement réformée à partir d'unités la 7e division blindée basée en Allemagne le 16 avril 1958. Elle est alors composée des 7e et 20e brigades blindées, le 30 juin 1960 la division est rebaptisée 1re division blindée. La 5e division est à nouveau formée au Royaume-Uni le 1er avril 1968, sous le Commandement stratégique de l'armée. Elle intègre les 2e, 8e et 39e brigades, la division est une nouvelle fois dissoute en février 1971.
Le 1er avril 1995, la 5e division est réformée comme division administrative de districts militaires, elle chapeaute les districts du Nord-Ouest, du Pays de Galles et le district de l'ouest. La 5e division exerce un contrôle administratif sur de nombreux régiments, des camps d'entrainement et de formation et sur le corps de cadets. Son quartier général est localisé dans la caserne Copthorne à Shrewsbury, Shropshire.
La division administre la majorité des unités de l'armée britannique du Pays de Galles, du West Midlands et du Sud Ouest de l'Angleterre. La responsabilité de la région Sud Ouest est transférée à la 4e division. La 5e division reprend à sa charge les régions de l'East Midlands et de l'Est. La division couvre donc les régions centrales de l'Angleterre et du Pays de Galles. La 5e division a sous sa resposabilité le quartier général de la plaine de Salisbury, la 43e (Wessex) brigade (initialement à la 3e division) à partir du 1er avril 1999 et la 107e (Ulster) brigade. Assez rapidement la 107e brigade est placée à nouveau sous le commandement du quartier-général d'Irlande du Nord. le quartier-général de la 43e brigade est transféré à Bulford le 1er septembre 1999, tandis que le quartier-général de la plaine de Salisbury est dissous. Ces modifications administratives libèrent le quartier-général de la 3e division mécanisée de son rôle administratif pour que la division devienne une division opérationnelle déployable. La 5e division a dorénavant son quartier-général à Andover.

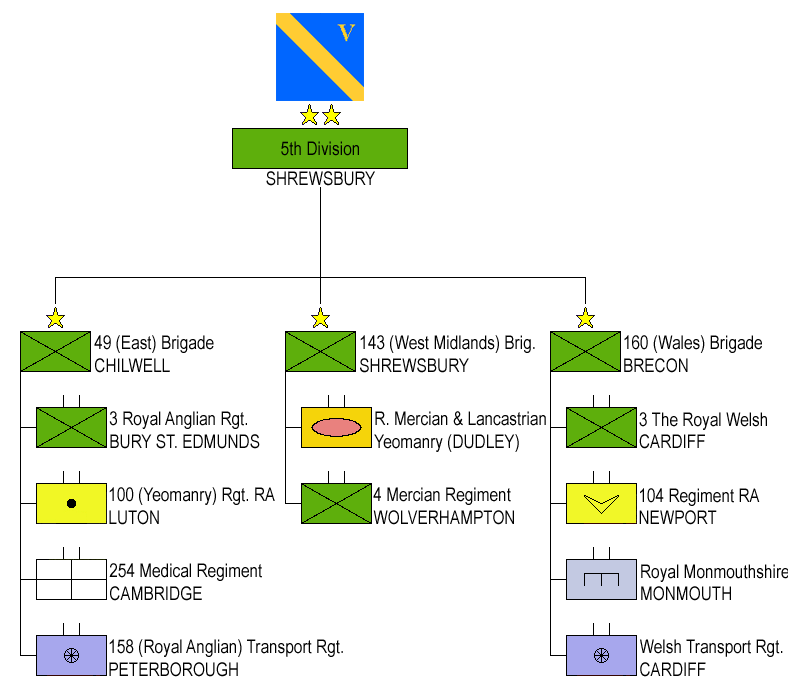
Structure de la 5e division d'infanterie

Les brigades suivantes font partie de la 5e division d'infanterie :
Brigades régionales
- 49e brigade de l'Est (49th (Eastern) Brigade)
- 143e brigade de l'Ouest des Midlands (143rd (West Midlands) Brigade)
- 160e brigade du Pays de Galles (160th (Wales) Brigade)

La 5e division administre également :
- Garnison de Colchester (Colchester Garrison)
- 16e brigade d'assaut aérien (16th Air Assault Brigade)